# 事業承継
事業承継（じぎょうしょうけい）とは、会社の経営権や理念、資産、負債など、事業に関する全てのものを次の経営者に引き継ぐことを指す。主な承継先は以下の3者であることが一般的である。
- 親族内承継：55.4%
- 役員、従業員承継（親族外）：19.1%
- 社外承継（M&A等）：16.5%

日本においては2010年代以降に中小企業の事業継続の懸念から、この用語が中小企業庁によって使用されるようになっている。

## 事業承継のステップ
一般的に事業継承は以下のステップで行われるとされている。
- 事業承継に向けた準備の必要性の認識
- 経営状況、経営課題等の把握（見える化）
- 親族、社内承継の場合は、事業承継に向けた経営改善（磨き上げ）。社外承継の場合は、マッチング実施
- 親族、社内承継の場合は、事業承継計画策定。社外承継の場合は、M&A実行
- 事業承継の実行
- ポスト事業承継（成長、発展）

全体の承継期間は、「1年未満：55.1%」、「1年から2年：27.9%」、「3年から4年：8.5%」、「5年以上：8.5%」となっており、承継の準備から実行までに中長期にわたり時間を要するケースが多い現状にある。

## 事業承継を取り巻く環境
2019年度の『中小企業白書』によると、今後近いうちに、経営者の平均引退年齢である70歳を超える中小企業経営者は約245万人に到達すると予想され、そのうち約半数の127万人は後継者が決まっておらず、利益が出ていても廃業するというような大廃業時代が到来するとされる。その影響により、2025年までの10年の累計で約650万人の雇用が失われ、さらには約22兆円のGDPが失われる可能性があるとみられている。
また、日本政策金融公庫総合研究所が2016年に行った調査では、60歳以上の経営者の約半数が廃業を予定していると回答した。回答結果は「当初から自分の代でやめようと思っていた」が38%と最も多く、次いで「親族に後継者が不在」が29%、「事業に将来性がない」が28%となっている。ただこれらの企業のうち3割は「同業他社よりもよい業績を上げている」と回答しており、さらには今後10年の業績見通しについて4割は「少なくとも現状維持が可能」と回答しているなど、業績が良好な状態にもかかわらず廃業を選択する傾向があることが見受けられる。

## 事業承継を取り巻く環境の変化
社外承継が注目されてきたこともあり、公的機関である事業引継ぎ支援センターや、民間大手の日本M&Aセンターや、ストライク・M&Aキャピタルパートナーズなどといった仲介会社を介した事業承継が増えている。また一方、xTRANBI、BATONZといったオンラインで譲渡者と譲受者をマッチングさせるようなM&Aマッチングサービスも登場しており、小規模事業から大規模事業まで様々な事業を扱う環境整備が加速している。また銀行や証券会社、保険会社などもオフライン、オンラインともにM&A仲介事業に参入を開始している。
2009年には、中小企業の事業承継を後押しするべく「事業承継税制」が導入され、一部の資産について贈与税や相続税の納税が猶予されることとなった。さらに2018年に追記された「特例制度」を利用することで、相続者が申告期限の翌日から5年間代表取締役を務めることで相続税を実質0にできる。
2020年3月31日には、経済産業省中小企業庁が主導した検討委員会により「中小M&Aガイドライン」が公開された。